# Märchenperlen
Märchenperlen est une série de films allemands de la chaîne ZDF.
Ce sont pour la plupart des adaptations des contes de Grimm.

## Liste des films
- 2005 : Le Petit Chaperon rouge (vo : Rotkäppchen)
- 2006 : Hansel et Gretel (vo : Hänsel und Gretel)
- 2007 : Le Nain Tracassin (vo : Rumpelstilzchen)
- 2008 : La Belle au bois dormant (vo : Dornröschen)
- 2008 : Le Nain Long-Nez (vo : Zwerg Nase)
- 2009 : Le Diable aux trois cheveux d'or (vo : Der Teufel mit den drei goldenen Haaren)
- 2010 : Cendrillon (vo : Aschenputtel)
- 2011 : Jean de Fer (vo : Der Eisenhans)
- 2012 : La Belle et la Bête (vo : Die Schöne und das Biest)
- 2012 : Les Six Frères Cygnes (vo : Die sechs Schwäne)
- 2013 : L'Oie d'or (vo : Die goldene Gans)
- 2014 : Le Cœur froid (vo : Das kalte Herz)
- 2014 : La Reine des neiges (vo : Die Schneekönigin)
- 2015 : Le Serpent blanc (vo : Die weiße Schlange) avec Tim Oliver Schultz dans le rôle de Lorris (vo : Endres)